# Bistum Lira
Das Bistum Lira (lateinisch Dioecesis Lirensis) ist ein in Uganda gelegenes Bistum der römisch-katholischen Kirche.

## Geschichte
Das Bistum Lira mit Sitz in Lira in Uganda wurde am 12. Juli 1968 von Papst Paul VI. aus Teilen des Bistums Gulu gebildet. Sein Bischof ist seit November 2018 Sanctus Lino Wanok. Es ist dem Erzbistum Gulu als Suffraganbistum unterstellt.

## Ordinarien
- Cesare Asili (1968–1988)
- Joseph Oyanga (1989–2003)
- Giuseppe Franzelli MCCJ (2003–2018)
- Sanctus Lino Wanok (seit 2018)